# Nogoraji
Nogoraji is een bestuurslaag in het regentschap Kebumen van de provincie Midden-Java, Indonesië. Nogoraji telt 4191 inwoners (volkstelling 2010).